# An der Kunst 9 (Quedlinburg)

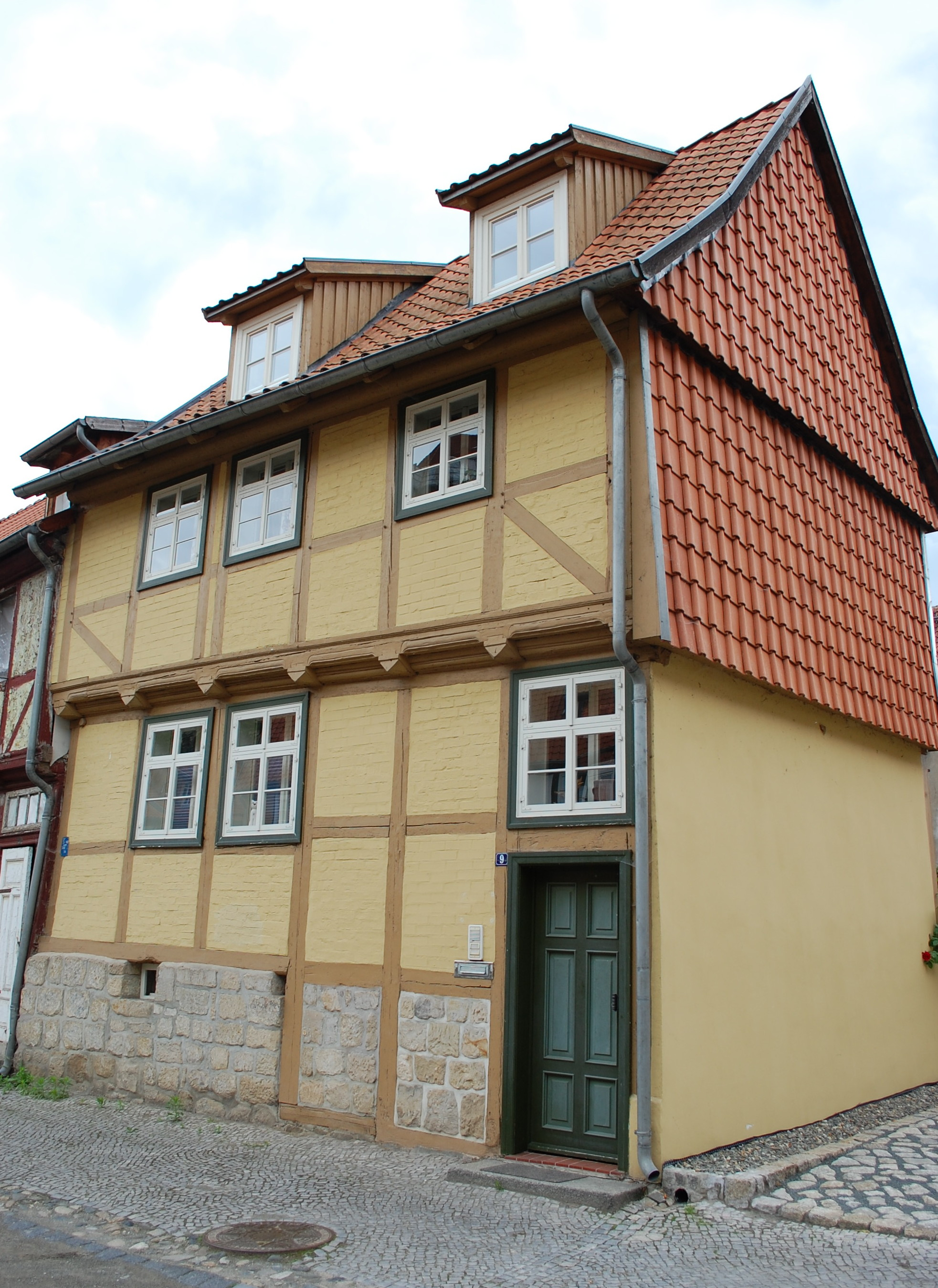
An der Kunst 9

Das Haus An der Kunst 9 ist ein denkmalgeschütztes Gebäude in der Stadt Quedlinburg in Sachsen-Anhalt.

## Lage
Es befindet sich im Stadtgebiet südlich des Quedlinburger Schlossberges und gehört zum UNESCO-Weltkulturerbe. Unmittelbar östlich des Hauses grenzt das gleichfalls denkmalgeschützte Gebäude Haus An der Kunst 8 an.

## Architektur und Geschichte
Das Fachwerkhaus entstand nach einer Bauinschrift im Jahr 1708. Es ist im Quedlinburger Denkmalverzeichnis als Wohnhaus eingetragen. Die Stockschwelle des Wohnhauses ist mit Pyramidenbalkenköpfen und Schiffskehlen verziert. Die Aufteilung der Fenster ist unregelmäßig, der Eingang des Hauses befindet sich an der Seite der traufständigen Fassade.